# Vlag van Lanaken
De vlag van Lanaken werd door de gemeenteraad op 11 juli 1989 officieel vastgesteld als de gemeentelijke vlag van de Belgisch Limburgse gemeente Lanaken. Op 21 november 1989 werd hij door het Bestuur van Vlaanderen bevestigd en uiteindelijk gepubliceerd op 8 december 1990 in het officiële Belgisch Staatsblad.
Officieel wordt de vlag beschreven als:
Geschuind van rood en van geel met op het midden een witte leeuw.
Rood en geel zijn de meest gebruikte kleuren in het wapen. De leeuw komt uit het wapenschild. De leeuw zijn ontleend uit de Vlaamse vlag.

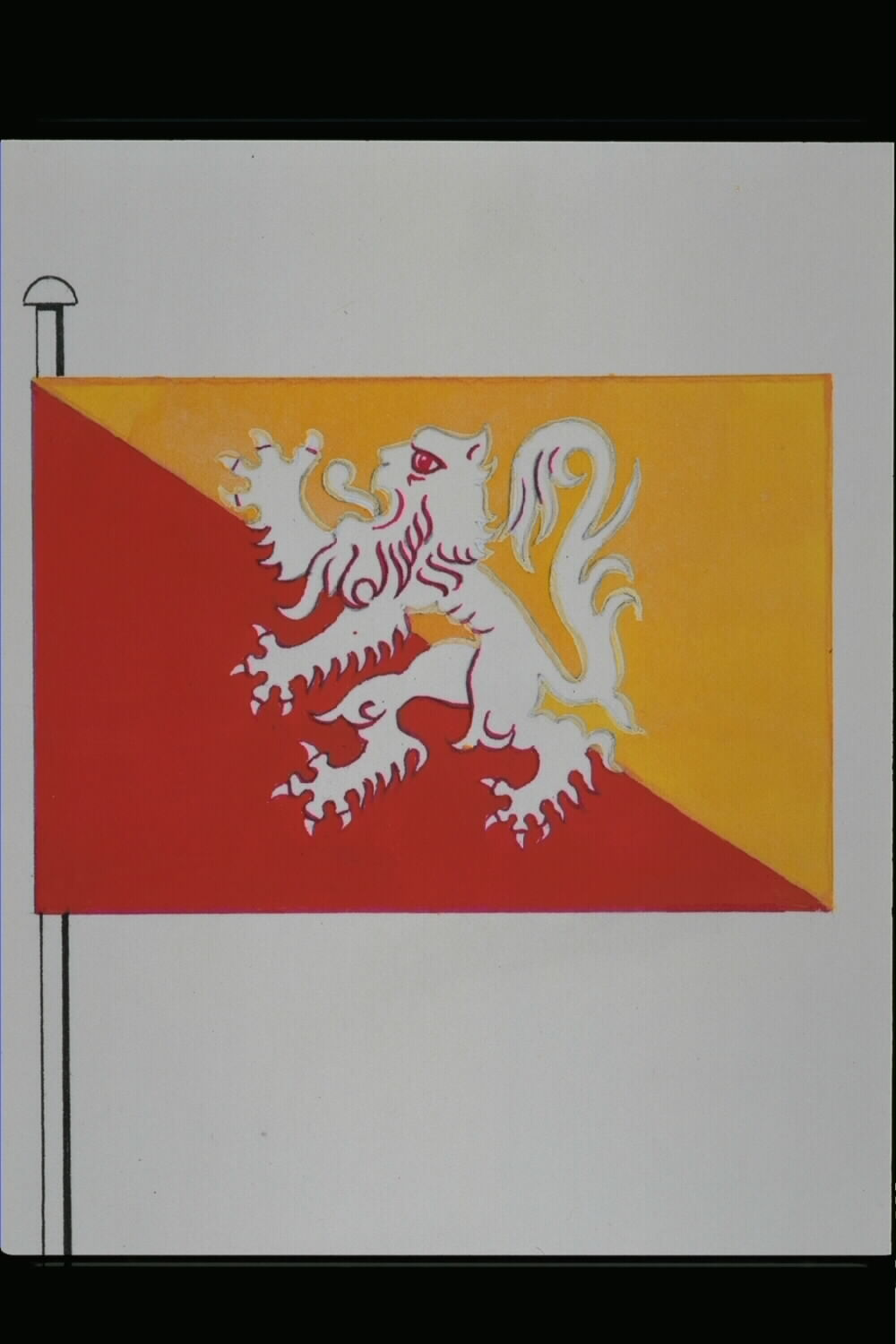
Officiële tekening van de vlag
Vlag van Vlaanderen